# Sita Air

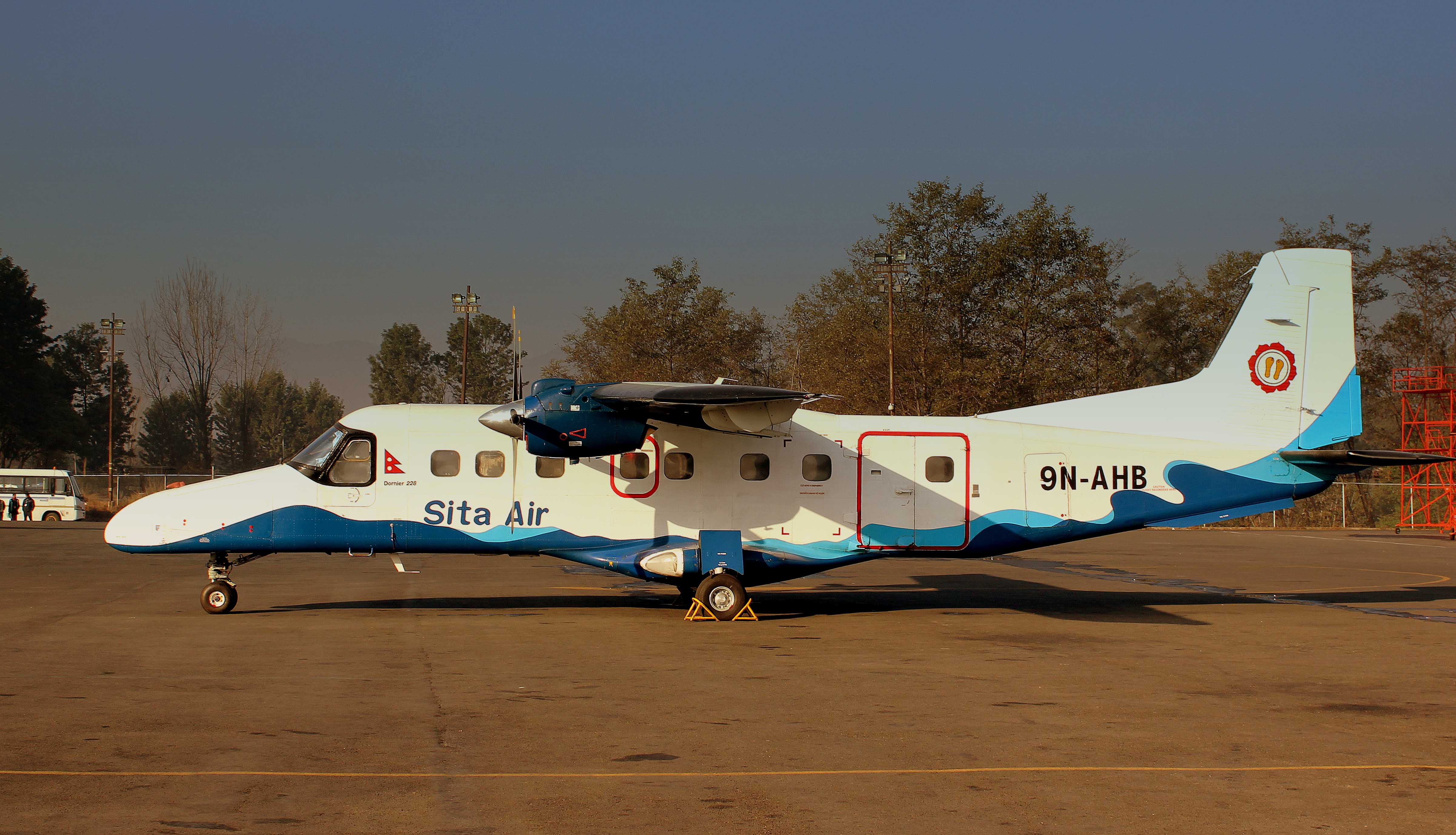
Dornier 228 авіакомпанії Sita Air на стоянці в міжнародному аеропорту Трібхуван, лютий 2013 року

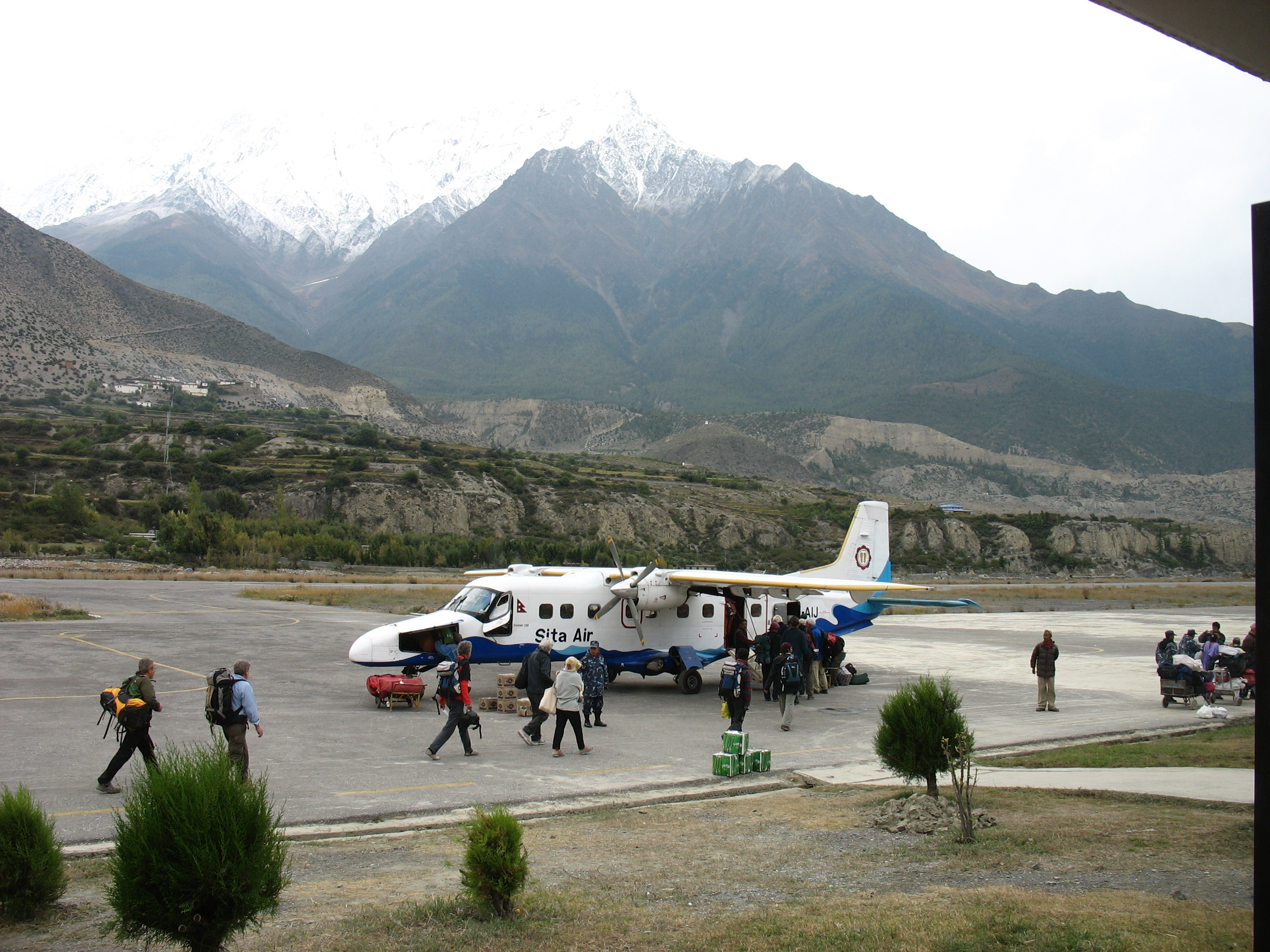
Dornier 228 авіакомпанії Sita Air в аеропорту Джомсом, жовтень 2008 року

Sita Air (неп. सीता एयर) — авіакомпанія Непалу зі штаб-квартирою в Катманду, раніше здійснювала регулярні пасажирські перевезення по аеропортам всередині країни. Портом приписки перевізника є міжнародний аеропорт Трібхуван.
У серпні 2014 року Управління цивільної авіації Непалу заборонив Sita Air пасажирські перевезення в зв'язку з невідповідністю поточного забезпечення безпеки авіакомпанії міжнародним стандартам. Ліцензія на вантажні перевезення у компанії не була відкликана.

## Історія
Авіакомпанія була заснована в жовтні 2000 року і отримала сертифікат експлуатанта в тому ж році, однак операційну діяльність почала тільки у 6 лютого 2003 року у зв'язку з нестабільною політичною ситуацією в країні. Спочатку перевезення здійснювалися на єдиному літаку Dornier Do 228, другий лайнер надійшов у розпорядження компанії в квітні 2003 року.

## Флот
Авіакомпанія Sita Air експлуатує такі повітряні суду:
- Dornier Do 228 — 3 од.

## Маршрутна мережа
Станом на березень 2011 року маршрутна мережа перевезень авіакомпанії Sita Air охоплювала наступні пункти призначення:

### Регулярні маршрути
| Місто      | Код ІАТА | Аеропорт                       | Статус |
| ---------- | -------- | ------------------------------ | ------ |
| Біратнагар | BIR      | аеропорт Біратнагар            |        |
| Данг       | DNP      | аеропорт Данг                  |        |
| Дхангадхи  | DHI      | аеропорт Дхангадхи             |        |
| Джанакпур  | JKR      | аеропорт Джанакпур             |        |
| Джомсом    | JMO      | аеропорт Джомсом               |        |
| Катманду   | KTM      | міжнародний аеропорт Трібхуван | хаб    |
| Непалгандж | KEP      | аеропорт Непалгандж            |        |
| Покхара    | PKR      | аеропорт Покхара               |        |
| Тумлингтар | TMI      | аеропорт Тумлингтар            |        |

### Вантажні та чартерні маршрути
| Місто       | Код ІАТА | Аеропорт             |
| ----------- | -------- | -------------------- |
| Баджханг    | BJH      | аеропорт Баджханг    |
| Чаурджахари | HRJ      | аеропорт Чаурджахари |
| Джумла      | JUM      | аеропорт Джумла      |
| Сімікот     | IMK      | аеропорт Сімікот     |

## Авіаподії та інциденти
- 28 вересня 2012 року. Літак Dornier Do 228 (реєстраційний 9N-AHA), що виконував чартерний рейс 601 з Катманду в Лукла, розбився відразу після зльоту з міжнародного аеропорту Трібхуван. На борту знаходилися 16 пасажирів і 3 члени екіпажу, всі загинули[8][9]. Державна комісія, що розслідувала причини аварії, прийшла до висновку про фатальне зіткнення лайнера зі зграєю птахів.